# Huníkovský potok
Huníkovský potok este o arie protejată (arie specială de conservare — SAC, sit de importanță comunitară — SCI) din Republica Cehă întinsă pe o suprafață de 4,26 ha, integral pe uscat.

## Localizare
Centrul sitului Huníkovský potok este situat la coordonatele 50°46′35″N 14°25′07″E / 50.776389°N 14.418611°E.

## Înființare
Situl Huníkovský potok a fost declarat sit de importanță comunitară în noiembrie 2009 pentru a proteja 1 specie de animale. Situl a fost protejat și ca arie specială de conservare în iulie 2012.

## Biodiversitate
Situată în ecoregiunea continentală, aria protejată nu include niciun habitat protejat.
La baza desemnării sitului se află o specie protejată de  nevertebrate: Austropotamobius torrentium.